# Oxygastra curtisii
Oxygastra curtisii – gatunek ważki z rodziny Synthemistidae; jedyny przedstawiciel rodzaju Oxygastra; wcześniej zaliczany był do rodziny szklarkowatych (Corduliidae). Występuje głównie w południowo-zachodniej Europie, przede wszystkim na Półwyspie Iberyjskim, we Francji i północno-zachodnich Włoszech. Bardzo rzadko stwierdzany w Belgii; izolowane populacje w południowej Szwajcarii i środkowych Włoszech. Wymarł w Niemczech, Holandii, Luksemburgu i Wielkiej Brytanii. Bardzo rzadki w północnej Afryce – stwierdzono go na trzech stanowiskach w Maroku, z czego na dwóch już wymarł.